# 28926 Adamnimoy
28926 Adamnimoy è un asteroide della fascia principale esterna. Scoperto nel 2000, presenta un'orbita caratterizzata da un semiasse maggiore pari a 3,013815 UA e da un'eccentricità di 0,113461, inclinata di 10,706954° rispetto all'eclittica.